# Box la Jocurile Olimpice de vară din 2012
Probele sportive de box la Jocurile Olimpice de vară din 2012 s-au desfășurat în perioada 28 iulie - 12 august 2012 în Londra, Marea Britanie, la centrul ExCeL.

## Formatul competiției
Boxerii masculini au luptat în următoarele zece categorii:
- Semimuscă (Light Flyweight) - 49 kg
- Muscă (Flyweight) - 52 kg
- Cocoș (Bantamweight) - 56 kg
- Semiușor (Lightweight) - 60 kg
- Ușor (Light welterweight) - 64 kg
- Semi-mijlocie (Welterweight) - 69 kg
- Mijlocie (Middleweight) - 75 kg
- Semigreu (Light heavyweight) - 81 kg
- Greu (Heavyweight) - 91 kg
- Supergreu (Super heavyweight) - +91 kg

Pentru prima dată, boxul feminin a fost inclus în programul olimpic, iar boxerii feminini au luptat în următoarele trei categorii:
- Muscă (Flyweight) - 51 kg
- Semiușor (Lightweight) - 60 kg
- Mijlocie (Middleweight) - 75 kg

## Calendar competițional
Au existat două sesiuni în majoritatea zilelor din programul competiției de box olimpice din 2012, una de amiază (A), care a început la ora 15:30 (ora României), cu excepția zilei de 9 august când a început la 18:30, și una de seară (S) care a început la ora 22:30 (ora României).
| C | Rundă calificatorie | Ș | Șaisprezecime | ¼ | Sfert de finală | ½ | Semifinală | F | Finală |

| Dată →               | Sâ 28 | Sâ 28 | Du 29 | Du 29 | Lu 30 | Lu 30 | Ma 31 | Ma 31 | Mi 1 | Mi 1 | Jo 2 | Jo 2 | Vi 3 | Vi 3 | Sâ 4 | Sâ 4 | Du 5 | Du 5 | Lu 6 | Lu 6 | Ma 7 | Ma 7 | Mi 8 | Mi 8 | Jo 9 | Jo 9 | Vi 10 | Vi 10 | Sâ 11 | Du 12 |
| Categorie ↓          | A     | S     | A     | S     | A     | S     | A     | S     | A    | S    | A    | S    | A    | S    | A    | S    | A    | S    | A    | S    | A    | S    | A    | S    | A    | S    | A     | S     | S     | A     |
| -------------------- | ----- | ----- | ----- | ----- | ----- | ----- | ----- | ----- | ---- | ---- | ---- | ---- | ---- | ---- | ---- | ---- | ---- | ---- | ---- | ---- | ---- | ---- | ---- | ---- | ---- | ---- | ----- | ----- | ----- | ----- |
| 49 kg masculin       |       |       |       |       |       |       | C     | C     |      |      |      |      |      |      | Ș    | Ș    |      |      |      |      |      |      |      | ¼    |      |      | ½     |       | F     |       |
| 52 kg masculin       |       |       |       |       | C     | C     |       |       |      |      |      |      | Ș    | Ș    |      |      |      |      |      |      |      | ¼    |      |      |      |      |       | ½     |       | F     |
| 56 kg masculin       | C     | C     |       |       |       |       |       |       | Ș    | Ș    |      |      |      |      |      |      |      | ¼    |      |      |      |      |      |      |      |      | ½     |       | F     |       |
| 60 kg masculin       |       |       | C     | C     |       |       |       |       |      |      | Ș    | Ș    |      |      |      |      |      |      |      | ¼    |      |      |      |      |      |      |       | ½     |       | F     |
| 64 kg masculin       |       |       |       |       |       |       | C     | C     |      |      |      |      |      |      | Ș    | Ș    |      |      |      |      |      |      |      | ¼    |      |      | ½     |       | F     |       |
| 69 kg masculin       |       |       | C     | C     |       |       |       |       |      |      |      |      | Ș    | Ș    |      |      |      |      |      |      |      | ¼    |      |      |      |      |       | ½     |       | F     |
| 75 kg masculin       | C     | C     |       |       |       |       |       |       |      |      | Ș    | Ș    |      |      |      |      |      |      |      | ¼    |      |      |      |      |      |      | ½     |       | F     |       |
| 81 kg masculin       |       |       |       |       | C     | C     |       |       |      |      |      |      |      |      | Ș    | Ș    |      |      |      |      |      |      |      | ¼    |      |      |       | ½     |       | F     |
| 91 kg masculin       |       |       |       |       |       |       |       |       | Ș    | Ș    |      |      |      |      |      |      |      | ¼    |      |      |      |      |      |      |      |      | ½     |       | F     |       |
| peste 91 kg masculin |       |       |       |       |       |       |       |       | Ș    | Ș    |      |      |      |      |      |      |      |      |      | ¼    |      |      |      |      |      |      |       | ½     |       | F     |
| 51 kg feminin        |       |       |       |       |       |       |       |       |      |      |      |      |      |      |      |      | Ș    |      | ¼    |      |      |      | ½    |      | F    |      |       |       |       |       |
| 60 kg feminin        |       |       |       |       |       |       |       |       |      |      |      |      |      |      |      |      | Ș    |      | ¼    |      |      |      | ½    |      | F    |      |       |       |       |       |
| 75 kg feminin        |       |       |       |       |       |       |       |       |      |      |      |      |      |      |      |      | Ș    |      | ¼    |      |      |      | ½    |      | F    |      |       |       |       |       |

## Medaliați

### Masculin
| Categorie   | Aur                                   | Argint                                 | Bronz                                                                             |
| 49 kg       | Zou Shiming · China (CHN)             | Kaeo Pongprayoon · Thailanda (THA)     | Paddy Barnes · Irlanda (IRL) · David Ayrapetyan · Rusia (RUS)                     |
| 52 kg       | Robeisy Ramírez · Cuba (CUB)          | Nyambayaryn Tögstsogt · Mongolia (MGL) | Misha Aloyan · Rusia (RUS) · Michael Conlan · Irlanda (IRL)                       |
| 56 kg       | Luke Campbell · Marea Britanie (GBR)  | John Joe Nevin · Irlanda (IRL)         | Lázaro Álvarez · Cuba (CUB) · Satoshi Shimizu · Japonia (JPN)                     |
| 60 kg       | Vasyl Lomachenko · Ucraina (UKR)      | Han Soon-Chul · Coreea de Sud (KOR)    | Yasniel Toledo · Cuba (CUB) · Evaldas Petrauskas · Lituania (LTU)                 |
| 64 kg       | Roniel Iglesias · Cuba (CUB)          | Denys Berinchyk · Ucraina (UKR)        | Vincenzo Mangiacapre · Italia (ITA) · Uranchimegiin Mönkh-Erdene · Mongolia (MGL) |
| 69 kg       | Serik Sapiyev · Kazahstan (KAZ)       | Fred Evans · Marea Britanie (GBR)      | Taras Shelestyuk · Ucraina (UKR) · Andrey Zamkovoy · Rusia (RUS)                  |
| 75 kg       | Ryōta Murata · Japonia (JPN)          | Esquiva Falcão · Brazilia (BRA)        | Anthony Ogogo · Marea Britanie (GBR) · Abbos Atoev · Uzbekistan (UZB)             |
| 81 kg       | Egor Mekhontsev · Rusia (RUS)         | Adilbek Niyazymbetov · Kazahstan (KAZ) | Yamaguchi Falcão · Brazilia (BRA) · Oleksandr Hvozdyk · Ucraina (UKR)             |
| 91 kg       | Oleksandr Usyk · Ucraina (UKR)        | Clemente Russo · Italia (ITA)          | Tervel Pulev · Bulgaria (BUL) · Teymur Mammadov · Azerbaidjan (AZE)               |
| peste 91 kg | Anthony Joshua · Marea Britanie (GBR) | Roberto Cammarelle · Italia (ITA)      | Magomedrasul Majidov · Azerbaidjan (AZE) · Ivan Dychko · Kazahstan (KAZ)          |

### Feminin
| Categorie | Aur                                                 | Argint                          | Bronz                                                                      |
| 51 kg     | Nicola Adams · Marea Britanie (GBR)                 | Ren Cancan · China (CHN)        | Marlen Esparza · Statele Unite ale Americii (USA) · Mary Kom · India (IND) |
| 60 kg     | Katie Taylor · Irlanda (IRL)                        | Sofya Ochigava · Rusia (RUS)    | Mavzuna Chorieva · Tadjikistan (TJK) · Adriana Araujo · Brazilia (BRA)     |
| 75 kg     | Claressa Shields · Statele Unite ale Americii (USA) | Nadezda Torlopova · Rusia (RUS) | Marina Volnova · Kazahstan (KAZ) · Li Jinzi · China (CHN)                  |